# اولگ کورکو
اولگ کورکو (انگلیسی: Oleh Koverko؛ زادهٔ ۷ مهٔ ۱۹۳۷) شاعر اهل ایالات متحده آمریکا است.